# Дуаньфан
Дуаньфан (кит.: 端方; 20 квітня 1861 — 27 листопада 1911) — державний і військовий діяч часів занепаду династії Цін.

## Життєпис

### Молоді роки
Належав до поманьчжуреного китайського знатного клану Тохоро Білого прапора (одного зі старших і шанованіших прапорів). Первісно рід звався Тао, але ще за часів династії Пізня Цзінь визнав піддансто Нурхаці. Прадід носив титул ціньвана (князя 1-го ступеню) і обіймав посаду начальника дев'яти міських брам Пекіна. Син Тохоро Гуйхе, цзіньши і сановника у столичній провінції Чжилі. Народився в Маньяні (нині повіт Фенжунь) 1861 року, отримавши ім'я Уцзяо (Прямий). У дитинстві його віддали під опіку стрийка Тохоро Гуйцина, який входив до почту імператриці Цисі, був вчителем імператора Тунчжи. Про дитячі та юнацькі роки самого Дуаньфана майже нічого не відомо.
Здобув спочатку гарну домашню освіту. Після смерті стрийка 1879 року став самостійним. Невдовзі в пам'ять за діяльність Гуйцина був прийнятий до академії Гоцзицзянь на державний рахунок.

### На державній службі
По завершенню навчання розподілено на надштатну посаду Міністерства громадських робіт. Далі обіймав посади низького рівня в Міністерстві покарань та Міністерстві церемоній, послідовно піднімаючись службовими сходами. За 3 роки Дуаньфан побував у штаті всіх шести міністерств уряду, налагодивши особисті зв'язки з міністрами та чиновниками. 1882 року клав державні іспити, здобувши вчену ступінь цзюйженя. За цим купив посаду юаньвайлан (надштатного помічник міністра). Після цього родичі одружили його з старшою кузиною Жунцюань.
1885 року помер його батько, а наступного року — мати. За конфуціанською традицією подав у відставку і взяв 3-річний траур. Дуаньфан за рахунок спадщини та одержуваної платні став досить заможною людиною, і в період жалоби вперше отримав достатньо дозвілля, щоб облаштувати садибу та зайнятися колекціонуванням речей старовинного китайського мистецтва.
Після повернення на службу в 1889 Дуаньфан очолив підготовку весілля імператора Гуансюя. За успішне виконання завдання було удостоєно четвертого чиновного рангу та зараховано до штату Міністерства громадських робіт. 1891 року був призначений начальником будівельного управління та у наказ водного господарства, відповідав також за ремонтні роботи у палаці. Також був призначений виконувачем обов'язків фіскального контролера в Чжанцзякоу. Перебуваючи в Чжанцзякоу, Дуаньфан взяв наложницю-китаянку з бідної родини — Чжан Юймей, але та померла через 3 місяці.
1892 року Лі Хунчжаном, губернатор Чжилі, запросив Дуаньфана для впорядкування оподаткування опіуму місцевого виробництва. Завдяки успіху отримав призначення до імператорської Військової ради. 1893 року він був підвищений до ланьчжуна (охоронця внутрішньої брами імператорського палацу), а також імператорським наказом призначений контролером державних арсеналів. 1894 року на щорічній імператорській атестації отримав перший чиновний ранг і був включений до списків на зайняття вищих посад. 1895 року був призначений контролювати будівельні роботи в Дунліні, за що отримав нагороди від імператриці Цисі і Гуансюя. Того ж року невдалої війни з Японією відправив на меморандум, у якому наголошував на необхідності розбудови держави при умові зберігання миру із сусідами.
Під Ста днів реформ у 1898 році став соратником Кан Ювея. Очолив будівництво залізниці до Чандо та отримав призначення головою новоствореного Бюро сільського господарства, промисловості та торгівлі. Втім зумів лише розробити план необхідних реформ. Уже через місяць Цисі здійснила заколот, усунувши фактично імператора від влади. Бюро було ліквідовано, але Дуаньфан врятувався завдяки підтримки Ба Чандао, генерал-губернатора Чжилі. Дуаньфан представив імператриці вірнопіддану поему, яка вихваляє її чесноти; ця поема була надрукована за рахунок імператорського двору та її текст роздавали учасникам державних іспитів 1898 року.
Через 2 місяці призначається аньчаші (інспектора-ревізора) провінції Шеньсі. 1899 року стає виконувачем обов'язків був чженьші (комісара з фінансових та цивільних справ). 1900 року з початком Іхетуаньского повстання проігнорував вимогу Цисі допомагати повсталим, прибрав зі служби відверто антиєвропейськи налаштованих чиновників і вжив заходів для охорони іноземних місіонерів, а невдовзі в Сіані прийняв імператрицю і Гуансюя. У результаті Дуаньфану був одарований женьшенем із рук самої імператриці, а трохи пізніше отримав приватну аудієнцію. Після аудієнції він негайно був відряджений до Хенані для стабілізації становища в цій провінції. Незабаром він отримав привілей запитувати аудієнцію у імператриці будь-коли без попереднього запрошення.

### Губернаторство
1901 року призначається губернатором провінції Хубей. Протягом усього урядування кожного року боровся з потужними паводками. При цьому проводив незалежну фінансову політику: коли на початку 1903 року міністерство податків у Пекіні зажадало терміново перерахувати з Хубея 20 000 лян сріблом, губернатор відмовив, заявивши, що відновлення економіки та реформа освіти вимагає від 70 до 80 тисяч на рік. Того ж року відправив 38 студентів для здобуття освіти за кордоном. За наказом губернатора було створено «Нову армію, що вселяє острах». План її формування та тренувань було остаточно затверджено на початку 1904 року. Вона стало однією з найсучасніших в цінській армії.
Велику увагу приділяв вихованню маньчжурів: у 1904 році було відкрито 8 початкових військових шкіл (по одній на кожен з прапорів). Дуаньфан відкрив промислове училище та школу іноземних мов з 5-річним навчанням, що мало збільшити кількість можливостей для маньчжурів, поселених у Цзінчжоу. Проте вищу освіту «прапорні» мали здобувати в Учані. Із його ініціативи в провінції відкрилося понад 60 загальнодоступних шкіл, які містилися або на приватні, або на бюджетні кошти.
Сприяв заснуванню першого в імперії дитячого садка та жіночого педагогічного училища в Учані, куди приймали також уродженок Хунані. Найкращих випускниць за державний рахунок відправляли на підвищення кваліфікації до Японії. В Учані було засновано публічну бібліотеку, для якої закуповували сучасні книги в Шанхаї та Японії; у фондах було близько 40 тис. китайських книг. Це була одна з небагатьох загальнодоступних провінційних бібліотек.
1903 року призначається тимчасовим генерал-губернатором Хугуана. У цей час йому вдалося не допустити антиімператорських і антиманьчжурських заворушень. Водночас внаслідок особистих і родинних обставин Дуаньфан належав до трьох придворних угруповань: «Маньчжурських талантів», «Південних губернаторів» та «Кліке князя Ікуана».
1904 року призначається тимчасовим губернатором провінції Цзянсу, в першій половині 1905 року — генерал-губернатора Лянцзяна, з серпня 1905 року — тимчасового губернатора провінції Хунань. В останній почав дії з розвитку гірничодобувної промисловості. Було створено Хунаньське гірське бюро. Залучав німецький і британський капітали. Водночас засновано порцелянову компанію, що стала найпотужнішою в державі. Крім того, Дуаньфан ініціював відкриття телефонної лінії в Чанша. На одній з нарад при імператорському дворі підтримав ідею конституційної монархії.

### Діяльність за кордоном
1905 року увійшов до Комісії з дослідження державного ладу, яка повинна була здійснити поїздку до Японії, США і Європи. Дуаньфан намагався відвідати практично всі навчальні заклади, які траплялися йому на шляху, включаючи середні спеціальні та військові. У Європі завітав до парламенту Італії, а у Франції зацікавився процедурою голосування, в Німеччині — уважно вивчав судову систему Німеччини, відвідав Кримінальний і Верховний суди. В Російській імперії разом з іншими членами делегації відвідав Державну думу і Державну раду. Під час відвідування європейських країн він був нагороджений багатьма орденами: бельгійським орденом Леопольда I, саксонським орденом Альбрехта, баварським орденом Святого Михайла, Великим хрестом австрійського ордену Франца-Йосифа, шведським орденом, Норвезьким орденом Святого Олафа.
1906 року повернувся до Шанхаю. З поїздки Дуаньфан повернувся переконаним прихильником поглиблення політичних реформ та конституційного ладу. Він пропонував реформу уряду та центрального апарату влади, оскільки вона була пов'язана з найважливішими питаннями розмежування повноважень столичної та провінційної влади, та міністерського єдиноначальності. Меморандум Дуаньфана було покладено основою докладного проєкту нової реформи державного управління.

### Генерал-губернатор
2 вересня 1906 року призначається генерал-губернатором Лянцзяна. Спочатку йому довелося ліквідовувати наслідки паводку в провінції Цзянсу та боротися з поширеним бандитизмом.
Дуаньфан зміг за 2 місяці залучити близько 2 млн лян коштів, на які було відкрито 129 польових кухонь для безкоштовного постачання біженців, а також розподілили серед населення 1 млн комплектів зимового ватного одягу. Також домігся того, що було надано дозвіл залишити 150 тис. ші зерна з обсягів данини за поточний рік. 7 січня 1907 Дуаньфану було надано дозвіл утримати ще 300 тис. ші, а 20 березня 1907 року було задоволено третє прохання про утримання ще 200 тис. ші зернових. Через два тижні він вилучив із податкових сум, що вирушають до Пекіна, ще 100 тис. лян срібла, еквівалентних вартості 25 126 ші рису. Це дозволило до 20 травня 1907 року звітувати про те, що 3 млн жертв повені повернулися в рідні місця, греблі відновлені скрізь, крім округу Хайчжоу. Головним досягненням була стабілізація ринкових цін на рис та порятунок весняного врожаю.
У грудні 1906 року за ініціативи Тунменхой почалося повстання селян і робітників, яке було придушено в січні 1907 року. 1907 року було знищено бандитів в Хайчжоу і річкових піратів в Куньшані. 1908 року наказав збудувати в Цзянсу в'язницю за американським зразком (вона діяла до 2003 року). Водночас активно інтригував при імператорському дворі на боці Юань Шикая.
30 грудня 1906 року відповідно до імператорських наказів, що розширювали права генерал-губернаторів, Дуаньфан заснував у Нанкіні перший орган самоврядування. Агентство включало чотири відділи. Другим центром місцевої автономії було зроблено Сучжоу. Водночас разом з Лян Цічао почав готувати проєкт Конституції.
Однією з найважливіших ініціатив Дуаньфана в галузі освіти стало заснування 1906 року Цзінаньської академії спеціально для дітей китайців, які виїхали за межі країни. Водночас активно сприяв західним технологіям, зокрема поширенню застосування радіо. Він першим видав укази про озеленення Нанкіна, Сучжоу та Шанхаю, заклав перший у Нанкіні громадський парк. У 1907—1908 роках з ініціативи Дуаньфана було запроваджено обов'язкове сертифікування міських боєн та встановлено стандарти при заготівлі м'яса. Одночасно було проведено міські збори лікарів та встановлені критерії їхньої професійної діяльності.

### Останні роки
У 1909 році Дуаньфан головував на Міжнародній конвенції щодо заборони опіумної торгівлі, що проходила в Шанхаї, що значно підвищило його авторитет. У червні того ж року призначається губернатором провінції Чжилі. Проте всього через три місяці його зняли з посади за звинуваченням цензора Цзін Ютана у неритуальній поведінці на похороні померлої імператриці Цисі (входило до переліку Десити зол): він наказав фотографувати ходу, їхав верхи і, нарешті доручив протягнути телефонну лінію через геомагнетичну огорожу мавзолею. Вважається, що регент Айсінгіоро Цзайфен побоювався впливу Дуаньфана, тому усунув того від вагомої посади.
Дуаньфан перебирається до Нанкіну, де долучився до проведення загальнокитайської промислової виставки. 1911 року внаслідок постання гострого питання будівництва залізниці в провінції Сичуань призначається шіланом (заступником міністра), військовим губернатором Сичуані і генеральним директором залізничної компанії Гуанчжоу — Ханькоу — Ченду. Втім вже 1 вересня, ще коли Дуаньфен перебував в Ченду почалося загальне повстання. 11 жовтня почалося Учанське повстання. 23 листопада вийшли з-під влади власні загони Дуаньфана. Зрештою солдати чолі із офіцером Лю Іфеном стратили Дуаньфана, відрубавши тому голову. Посмертно отримав титул ґун з додатком «Вірний і здібний».

## Колекціонування
Дуаньфан був знавцем китайських старожитностей, зокрема одним з провідних фахівців «вчення про бронзові судини та кам'яні стели». Збиранням колекції Дуаньфан почав займатися в 1890-ті роки, і до 1904 основні її фонди були значною мірою сформовано. 1907 року у своїй резиденції в Нанкіні відкрив домашній музей і антикварний центр «Баохуа ань», колекції займали сім великих залів. Найдавніші бронзові ритуальні речі у належали ще епохи Шан-Инь.
Збирав також нефритові речі, чий каталог вийшов 1936 року. Він був оснований на незакінченому рукописі Дуаньфена, включав близько 150 предметів. Дуаньфан цікавився епіграфікою, і в 1903 випустив спеціальну 62-сторінкову книжку з описом своєї колекції стел.
Дуаньфан виявився першим вченим Китаю, який отримав відомості про історичні знахідки в Дуньхуані. Він наказав їх сфотографувати чи скопіювати.
У 1920-ті роки колекції Дуаньфана було розпродано його спадкоємцями. Основна частина фондів опинилася в музеях США — Метрополітен, Художній галереї Фріра та музеї мистецтв Нельсона-Аткінса.